# هشام المدفعي
هشام حسن فهمي المدفعي، (1928 - 16 يناير 2025)، هو مهندس معماري عراقي، ساهم في المشاريع الهندسية في العراق، وشارك مع أخيه قحطان في تأسيس مكتب استشاري خاص بهم سمي بدار العمارة سنة 1950، ويقع المكتب في شارع المغرب في بغداد.

## ولادته ونشأته
ولد هشام في منطقة الأعظمية سنة 1928، في أسرة بغدادية معروفة، وهو ابن الإداري حسن فهمي المدفعي أحد رجال الإدارة ومديري الشرطة في عهد المملكة العراقية وأحد الشخصيات الي ساهمت في تأسيس الدولة العراقية.
وعرفت أسرة المدفعي بأعلامها المشهورين، ولقد كان ترتيبهُ الثاني بين إخوته كالاتي: قحطان، هشام، سهام، عصام، إلهام ومن ثم ميادة التي اسماها معروف الرصافي بذلك.
حصل هشام على شهادة بكالوريوس عام 1950 في كلية الهندسة في جامعة بغداد، كانت دورته الدورة الخامسة. عمل متنقلاً بين محافظات العراق وكانت أول وظيفة يشغلها هي مهندس مسّاح في البلديات العامة شمال العراق ومن ثم في مطار الغزلاني بالموصل ومن بعدها في أمانة العاصمة بغداد لينتقل بعدها الى شركة نفط البصرة، وينتقل للسكن في مدينة الفاو مع زوجتهِ "سعاد علي مظلوم" وهي أول مهندسة معمارية عراقية تلتحق بالعمل في شركة نفط البصرة، وكان له من الأولاد: غادة وكميت.
عمل في مراحل متقطعة في دائرة أمانة العاصمة إذ شغل منصب معاون مهندس في شعبة طرق الكرخ عام 1953، خلال فترة (مجلس الإعمار)، الذي أقامته المملكة العراقية، ومن ثم في عقد الثمانينات في خطة إعمار بغداد مع المعماري رفعت الجادرجي.
في عام 1955 تدرب في إنكلترا على إقامة المشاريع الكبرى مثل إنشاء المطارات والسدود وغيرها من المشاريع. نتج عن هذه الدراسة بناء أغلب المدن والمصايف السياحية في شمال العراق، إذ عمل في مصلحة المصايف حينها، وشيد عشرون ألف وحدة سكنية في مختلف أنحاء العراق.
في عام 1962 سافر إلى الولايات المتحدة الأميركية ثم السويد والنرويج والدنمارك ودرس سياسات الإسكان والمواد الإنشائية المستخدمة في مشاريع الإسكان لمدة عام ليعود ويكتشف أن أمواله حجزت وصودرت من قبل نظام حزب البعث. بالرغم من ذلك عمل على إنشاء مركز بحوث البناء وتطويره وبعد أن شعر بأنه قد أدى واجبه تجاه بلده الذي أوفده للدراسة قدم استقالته من الدائرة. واتجه للعمل التجاري في المقاولات العامة وكانت أمواله ما تزال مصادرة من سلطة حزب البعث.
حصل المهندس هشام على عدة مشاريع كبيرة من الدولة العراقية الحديثة بعد عام 2003، منها دراسة للتجديد الحضري لمدينة الموصل في عام 2008 ودراسات تخطيطية لعدة مدن أخرى في العراق منها محافظة الأنبار ومحافظة صلاح الدين ومحافظة كربلاء ومحافظة بابل، وتصاميم لمدينة الخالص ومنطقة شيخ سعد والزبيدية، والمركز المدني لمدينة الكوفة. وشغل منصب الوكيل الفني لأمين بغداد في منتصف عقد الثمانينات من القرن العشرين.

## من مؤلفاته
- نحو عراق جديد، سبعون عاما من البناء والاعمار.

## وفاته
توفي هشام المدفعي في يوم الأربعاء 15 كانون الثاني 2025، في لندن، عن عمر يناهز ال 97 عاما بعد صراع طويل مع المرض.